# NGC 2402
NGC 2402 je galaksija u zviježđu Malom psu.

## Vanjske poveznice
- SEDS: NGC 2402